# Dimethylaminoethylacrylat
Dimethylaminoethylacrylat (2-Dimethylaminoethylacrylat) oder DMAEA ist ein funktioneller ungesättigter Carbonsäureester mit einer tertiären Amingruppe. Er ist eine farblose bis gelbliche, mit Wasser unter Hydrolyse mischbare, bei Raumtemperatur flüssige chemische Verbindung mit stechendem, aminartigem Geruch. DMAEA ist ein wichtiges Acrylmonomer, das Copolymeren basische Eigenschaften verleiht.

## Darstellung
Die Herstellung von 2-Dimethylaminoethylacrylat erfolgt durch Umesterung von Acrylsäureestern wie Acrylsäuremethylester (R= -CH3) oder Acrylsäureethylester (R= -CH2-CH3) mit 2-Dimethylaminoethanol unter basischer Katalyse mit Zinn- (z. B. Stannoxanen) oder Titanverbindungen (z. B. Tetraisopropylorthotitanat), wobei Produktausbeuten über 95 % d.Th. erzielt werden.
Zum Reaktionsansatz müssen wegen der hohen Polymerisationsneigung von Edukt und Produkt Inhibitoren, wie z. B. Phenothiazin, zugegeben werden. Der im Falle der Verwendung von Acrylsäureethylester entstehende Ethanol bildet mit dem Ethylacrylat ein Azeotrop der Zusammensetzung Ethanol/Ethylacrylat 72,7 %:26,3 %, das bei 77,5 °C unter Normaldruck siedet und zur Erzielung einer hohen Reaktionsausbeute aus dem Reaktionsgemisch abdestilliert wird. Das Produkt wird durch Vakuumdestillation gereinigt und mit ca. 1,000 ppm 4-Methoxyphenol (MEHQ) stabilisiert.

## Eigenschaften
Dimethylaminoethylacrylat ist eine klare farblose bis leicht gelbliche Flüssigkeit mit stechendem aminartigen Geruch. Es ist mit Wasser mischbar, reagiert darin basisch und hydrolysiert schnell zu Acrylsäure und Dimethylaminoethanol (DMAE). An Luft bildet es zündfähige Gemische. DMAEA neigt bei erhöhten Temperaturen, bei Bestrahlung und in Gegenwart von Radikalinitiatoren zu spontanen Polymerisation. Es muss daher ausreichend stabilisiert, trocken und unter Lichtausschluss in dicht verschlossenen Gebinden kühl (<25 °C) gelagert werden. DMAEA wirkt beim Einatmen hoch giftig.

## Verwendung
Dimethylaminoethylacrylat ist ein funktioneller Acrylsäureester mit basischen Eigenschaften und reagiert als α,β-ungesättigte Carbonylverbindung daher nucleophil in einer Michael-Addition.
Als reaktionsfähiges Monomer bildet DMAEA Homopolymere und Copolymere mit Acrylsäure und Acrylsäuresalzen, -amiden und -estern, sowie mit Methacrylaten, Acrylnitril, Maleinsäureestern, Vinylacetat, Vinylchlorid, Vinylidenchlorid, Styrol, 1,3-Butadien, ungesättigten Polyestern und trocknenden Ölen. In Copolymeren verbessert DMAEA deren Nucleophilie, Basizität, Wasserlöslichkeit und Adhäsion an polare negativ geladene Substrate, sowie Anfärbbarkeit von Acrylfasern mit anionischen Farbstoffen. Solche Copolymere finden Anwendung als Harze und Lacke, Beschichtungen und Kleber, sowie als Haarfestiger.
Der bedeutendste Einsatz für DMAEA ist die Quaternisierung mit Alkylierungsmitteln, z. B. Methylchlorid, Dimethylsulfat, Benzylchlorid, zum quartären Ammoniumsalz.
Wichtigster Vertreter ist das Umsetzungsprodukt mit Methylchlorid, Trimethylammoniumethylacrylatchlorid (auch Acryloxyethyltrimethylammoniumchlorid oder ADQUAT bzw. MADAME genannt), das die ausgeprägtesten kationischen Eigenschaften aller Acrylate besitzt und als 80%ige wässrige Lösung gehandelt wird. Copolymerisation von ADQUAT mit Acrylamid führt zu hochmolekularen kationischen Polyacrylamiden, die weite Verbreitung als Koagulantien und Flockungsmitteln in der (Ab)Wasserreinigung und als Retentions- und Entwässerungsmittel in der Papierherstellung finden.